# Herman Wildenvey

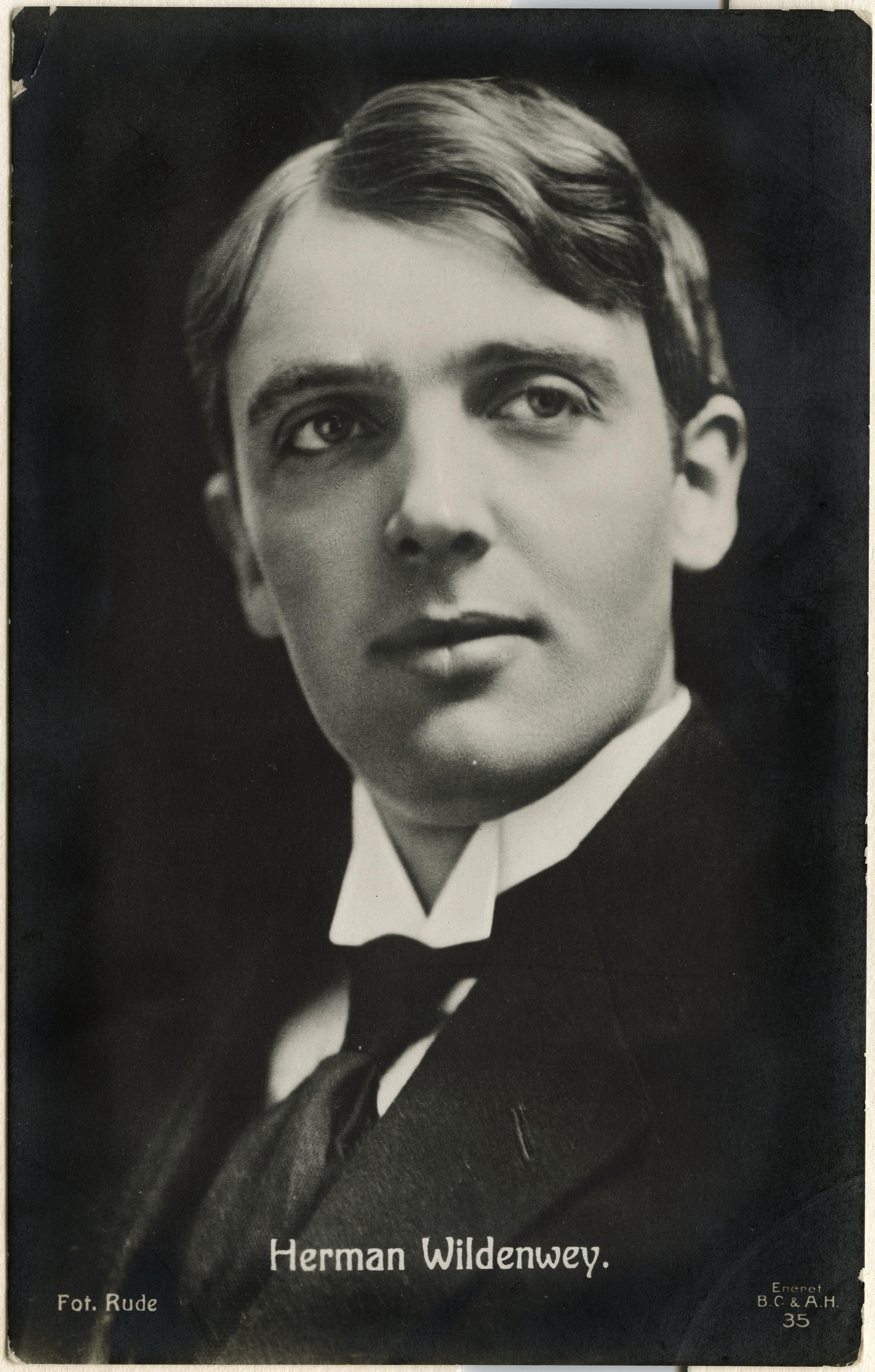
Herman Wildenvey

Herman Theodor Wildenvey (geboren Herman Theodor Portaas; * 20. Juli 1885 in Mjøndalen, Kommune Nedre Eiker, Provinz Buskerud, Norwegen; † 27. September 1959 in Larvik, Provinz Vestfold, Norwegen) war einer der meistgelesenen norwegischen Lyriker des 20. Jahrhunderts. In geringerem Umfang schrieb er auch Prosa und Dramatik.

## Leben

### Kindheit und Schulausbildung

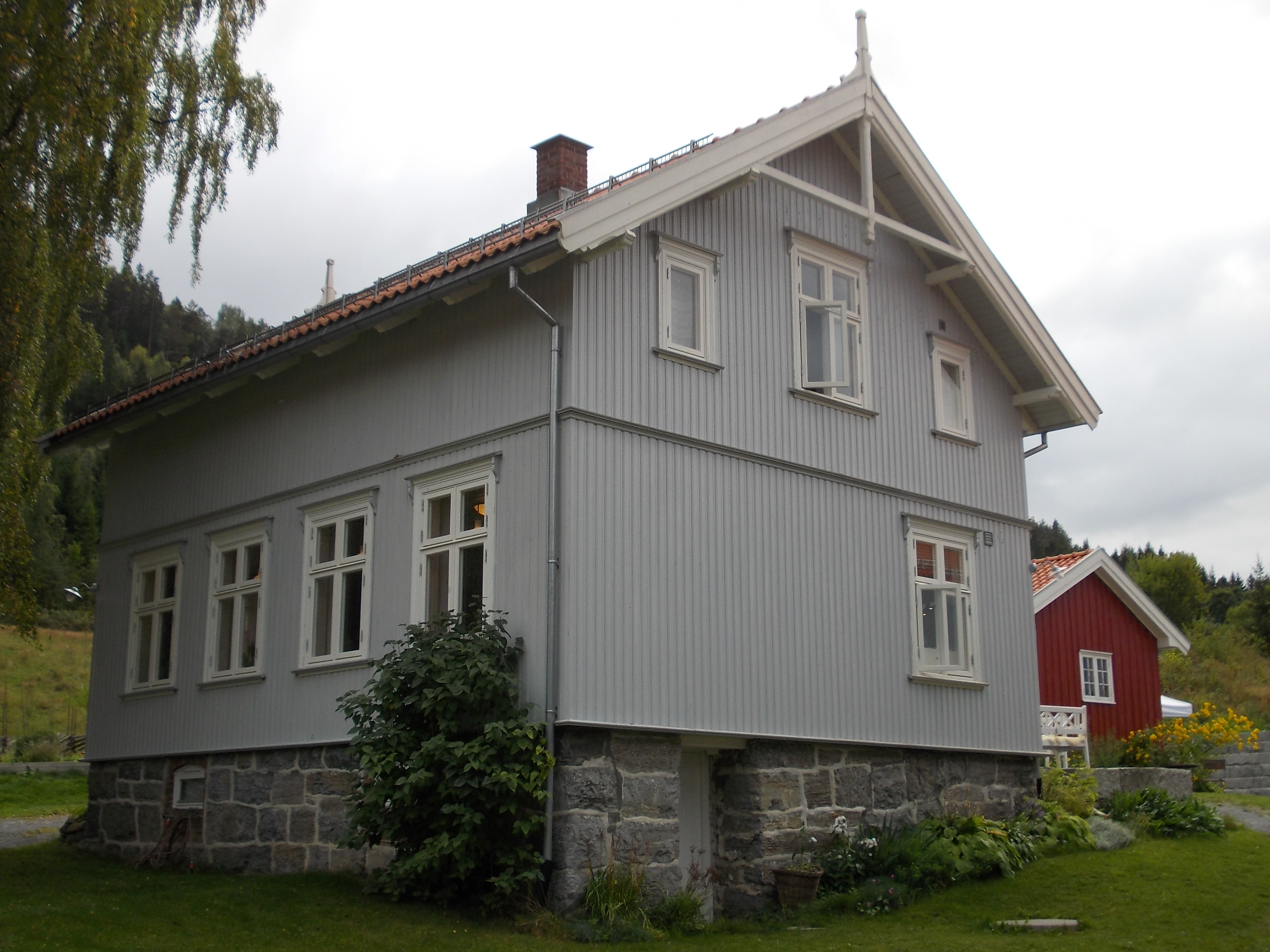
Der Hof Portåsen, auf dem Herman Wildenvey aufwuchs (Foto von 2013)

Herman Wildenvey kam 1885 auf dem Häuslerhof Smedjordet in Mjøndalen, 12 Kilometer westlich der Stadt Drammen, als uneheliches Kind zur Welt. Sein Vater, ein dem Pietismus zugewandter Landwirt, hatte sich noch während der Schwangerschaft von Hermans Mutter getrennt und deren jüngere Schwester geheiratet. Als das Kind drei Jahre alt war, holte es der Vater zu sich auf den hoch im Wald gelegenen Hof Portåsen, während seine leibliche Mutter von Ort zu Ort zog und später einem Holzhändler im Tal den Haushalt führte. Nach eigenem Empfinden wuchs Wildenvey „annähernd elternlos“ auf; seine Mutter bezeichnete er zeitweise als „Tante Hanna“ oder sogar „Tante Mama“. Die wirren Familienverhältnisse trugen dazu bei, dass teilweise bis weit in das 20. Jahrhundert hinein 1886 als sein Geburtsjahr galt. Zur wichtigsten Bezugsperson für den Heranwachsenden wurde die Großmutter, die ihn mit der Volksüberlieferung vertraut machte und ihm noch vor dem Besuch der Schule das Schreiben beibrachte.
Nachdem er die Volksschule absolviert hatte, bot sich ihm die Gelegenheit, ein Jahr auf der Buskerud Nedre Amtskole, einer Art mobilen Provinzschule für Jugendliche nach der Konfirmation, zu verbringen. Die Schule wurde von dem „sonderbaren Aufklärungsnomaden“ Engebret Moe Færden betrieben, einem unorthodox denkenden Theologen, der mit seiner Bildungseinrichtung von Ort zu Ort zog und jeweils ein bis zwei Jahre lang Kurse für die Landjugend abhielt. Hier redigierte Wildenvey zusammen mit einem Mitschüler die Schulzeitung, für die erste, noch unbeholfene Texte entstanden. 1902 gelang es ihm, freier Mitarbeiter der Tageszeitung Drammens Blad zu werden, in der er auch einige Gedichte unterbringen konnte. Er bat den Verleger der Zeitung erfolgreich darum, ihm bei der Herausgabe eines kleinen Bandes mit Lyrik behilflich zu sein. Im Alter von 17 Jahren legte Wildenvey – unter seinem bürgerlichen Namen Portaas – die Sammlung Campanula vor, die allerdings kaum Beachtung fand.

### Kristiania, USA, Kopenhagen
Obwohl er aus bescheidenen Verhältnissen stammte und sein frommer Vater jede irdische Gelehrsamkeit für „eitel Geistesverderbnis“ hielt, bemühte er sich um eine höhere Schulbildung. Nach dem Besuch der Mittelschule in Hokksund belegte er ab Herbst 1903 einen einjährigen Abitur-Vorbereitungskurs in der Hauptstadt Kristiania. Die Zerstreuungen der Großstadt und die Gelegenheitsarbeiten, zu denen er aufgrund seiner ökonomischen Lage gezwungen war, hielten ihn jedoch von einem konzentrierten Studium ab. Als ihm ein Onkel aus Minnesota vorschlug, in die Vereinigten Staaten zu emigrieren, und seinem Schreiben das Ticket für die Überfahrt gleich beilegte, zögerte Wildenvey keinen Moment und begab sich im Juni 1904 an Bord des Dampfers Norge. Seinen Zielhafen New York erreichte das Schiff jedoch nicht. Es lief auf eine Untiefe in der Nähe der kleinen Insel Rockall westlich der Hebriden auf und ging unter. Die bis zu diesem Zeitpunkt größte Schiffskatastrophe auf dem Nordatlantik kostete 635 der 795 Menschen an Bord das Leben. Wildenvey gelangte in eines der wenigen Rettungsboote und wurde vom Trawler Salvia geborgen, der die Schiffbrüchigen in die englische Hafenstadt Grimsby brachte. Kurz darauf gelangte er auf der Saxonia von Liverpool aus zunächst nach Boston. Von dort aus erreichte er per Bahn das Ziel seiner Reise, die Kleinstadt Hutchinson im südlichen Minnesota.
Auf Wunsch des Onkels besuchte er zunächst in Saint Paul ein Priesterseminar, allerdings ohne größeren Erfolg. Es folgte eine rast- und orientierungslose Zeit, in der er mehrere kurzfristige Jobs annahm. So arbeitete er in der Landwirtschaft, als Aushilfslehrer in South Dakota und als Journalist für skandinavische Blätter. In Kalifornien trat er in den Dienst der amerikanischen Marine und gelangte während seines ersten Einsatzes bis vor die Küste der Philippinen, wo er krankheitsbedingt jedoch nicht an Land gehen konnte. Aufgrund seiner schwächlichen Physis wurde er von den Streitkräften „ehrenhaft entlassen“. Wenig später heuerte er auf dem deutschen Schiff Ramses an, das entlang der Pazifikküste verkehrte. Er entging knapp dem Erdbeben von 1906, das einsetzte, als das Schiff die Region um San Francisco gerade hinter sich gelassen hatte. Mit der Ramses und einem weiteren deutschen Schiff steuerte er Hafenstädte in Guatemala, Costa Rica und Chile an.
Über Hamburg reiste er zurück nach Norwegen, wo er das Pseudonym Herman Wildenvey annahm, das er vom Namen eines Baches in der Nähe seines Geburtsortes ableitete.  Im Sommer 1907 arbeitete er als Fremdenführer für ein Hotel in Otta. Da sich wegen der schlechten Witterung kaum Touristen einfanden, hatte er reichlich Gelegenheit, Gedichte zu überarbeiten, die während seiner Reisen entstanden waren. Im Herbst reichte er seine Texte beim Verlagshaus Gyldendal ein. Der dortige Lyrik-Lektor Vilhelm Krag, selbst ein erfolgreicher Schriftsteller, bestellte Wildenvey zu sich nach Hause und ließ sich dessen Gedichte vorlesen. Sein Urteil lautete: „Ich wäre ein Trottel, wenn ich nicht sein Talent erkennen würde.“
Am 8. Dezember 1907 erschien bei Gyldendal der Gedichtband Nyinger (etwa: Lagerfeuer; siehe Abschnitt Künstlerisches Schaffen), der heute als eigentliches Debütbuch Wildenveys sowie als eine seiner bedeutendsten Veröffentlichungen gilt. Viele positive Rezensionen sorgten dafür, dass die Erstauflage des nur 66 Seiten starken Werkes binnen zwei Wochen vergriffen war. Der bekannte Autor und Kritiker Nils Kjær gab in der Zeitung Verdens Gang seiner Verwunderung darüber Ausdruck, dass „inmitten all der Literatur unglaublicherweise ein echter Poet aufgetaucht“ sei. Sein als erfrischend und unsentimental empfundener Ton kam beim Publikum so gut an, dass von den Nachfolgebänden, die 1908, 1911, 1913 und 1916 erschienen, teilweise über 10.000 Exemplare abgesetzt wurden – zu einem Zeitpunkt, als Norwegen kaum mehr als zwei Millionen Einwohner zählte. Schon 1917, anlässlich des 10-jährigen Jubiläums von Nyinger, gab Gyldendal einen Sammelband mit den besten Gedichten Wildenveys heraus. Seine Popularität manifestierte sich allmählich auch in außerordentlich gut besuchten Vortragstourneen und Lesungen.
Nach der Veröffentlichung von Nyinger unternahm Wildenvey mehrere Auslandsreisen, unter anderem nach Rom und erstmals nach Paris. Im Herbst 1911 lernte Wildenvey die sieben Jahre jüngere, von den Lofoten stammende Kaufhausangestellte Jonette Pauline „Gisken“ Kramer-Andreassen kennen, die er am 4. Februar 1912 heiratete. Kurz darauf zog das Paar nach Kopenhagen, wo es für knapp zehn Jahre seinen Lebensmittelpunkt hatte und zahlreiche dänische Künstler (z. B. Piet Hein) kennenlernte. 1922 wurde bei einem Brand die Wohnung der Wildenveys komplett zerstört, sodass die Eheleute sich entschlossen, wieder nach Norwegen zu ziehen.

### Stavern

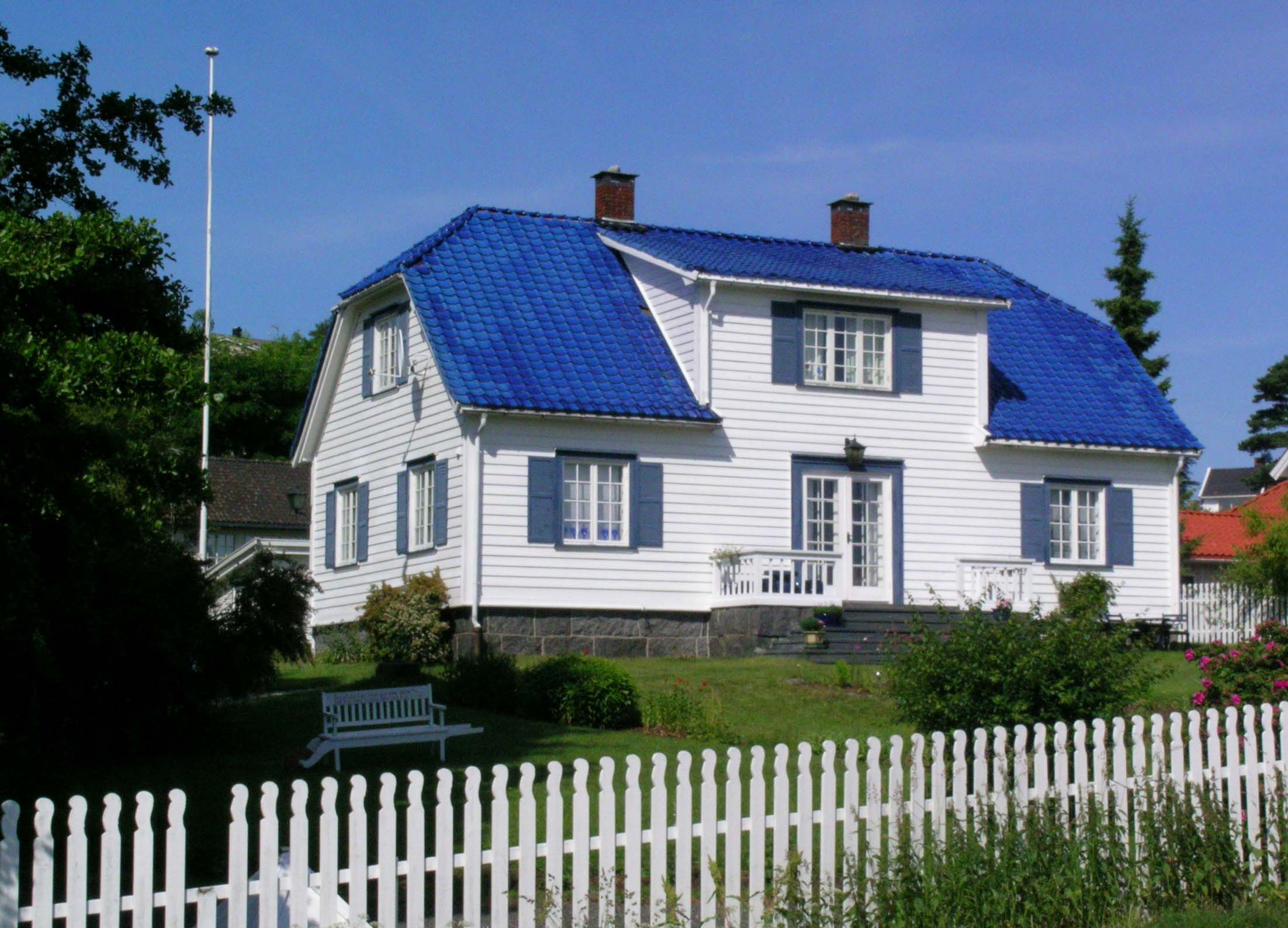
Wildenveys Haus Hergisheim in Stavern

Da sie durch das Feuer alles verloren hatten, wohnten Gisken und Herman Wildenvey vorübergehend in einem Hotel in Stavern (bis 1930 Fredriksvern), einem kleinen Ort an der norwegischen Südküste. In der Nähe des Meeres gefiel es dem Paar so gut, dass es dort ein eigenes Haus errichten ließ, das zum Neujahr 1928 bezugsfertig war. Nach ihren Vornamen Herman und Gisken nannten sie ihre neue Bleibe Hergisheim. In dem weißen Holzhaus stellte Wildenvey weitere Gedichtbände zusammen und versuchte mehrfach auch, in anderen Genres Fuß zu fassen. Sein Ehrgeiz richtete sich besonders auf die Erneuerung des Versdramas, allerdings größtenteils ohne Erfolg. Sein einziger Roman, der ebenfalls recht zurückhaltend aufgenommen wurde, erschien 1928 unter dem Titel Et herrens år  (Ein Jahr des Herrn). Einen ersten autobiographischen Text veröffentlichte Wildenvey 1932 im Alter von 47 Jahren. Später formte er ihn zu einer Trilogie (1937–1940) um, die mit Illustrationen von Tore Hamsun auch in Deutschland erschien. Parallel begann auch seine Frau, sich als Autorin zu etablieren. Das erste Buch von Gisken Wildenvey, einen Erzählband, hatte die Kritik 1925 noch zurückgewiesen. Ihre in mehrere Sprachen übersetzte Andrine-Tetralogie (1929–1955) fand jedoch viele Leser; der zweite Band der Serie wurde 1952 in Norwegen erfolgreich verfilmt. Hergisheim war damit zum Wohn- und Produktionsort zweier Schriftsteller geworden. Daneben entwickelte sich das Haus allmählich zu einem Treffpunkt befreundeter Künstler.
Als Lyriker erreichte Herman Wildenvey einen Ruhm wie kaum ein anderer Autor seiner Generation. Zur festen Tradition wurden seine alljährlichen Auftritte in der Aula der Universität Oslo, die sogar der norwegische König Haakon VII. regelmäßig besuchte. Schon zu Lebzeiten wurden viele Gedichte Wildenveys von bedeutenden Komponisten, darunter Johan Halvorsen, Christian Sinding, Geirr Tveitt, Eyvind Alnæs und Ludvig Nielsen, vertont. 1931 bewilligte ihm das Storting, das norwegische Parlament, eine jährliche Künstlergage. 1955, vier Jahre vor seinem Tod, wurde er zum Kommandeur des Sankt-Olav-Ordens ernannt.
Die Ehe von Gisken und Herman Wildenvey blieb kinderlos, 1941 adoptierte das Paar jedoch die Tochter Hanna. Wildenvey starb 1959 in einem Pflegeheim in Larvik. Sein Grab befindet sich im sogenannten Ehrenhain auf dem Friedhof Vår Frelsers Gravlund in Oslo.

## Künstlerisches Schaffen

### Frühe Lyrik
Nachdem Wildenveys Sammlung Nyinger im Dezember 1907 erschienen war, unterließ es kaum ein Kritiker, auf das Neue und Frische der Gedichte hinzuweisen. Hervorgehoben wurde der selbstsichere, fast nonchalante Ton, eine gewisse Respektlosigkeit im Duktus, bei gleichzeitig großem Rhythmusgefühl. Wildenvey selbst thematisierte sein Selbstverständnis als Poet gleich im ersten Text des Bandes, indem er schrieb: „Ich bin, zum Teufel, kein Dichter, obwohl ich gerne einer wär′... / Ich bin in die Welt gespült von einem Sonnenstrom, das trifft’s!“ In einem Rückblick erinnerte sich der bekannte Dramatiker Helge Krog an die Wirkung des Debüts von Wildenvey mit den Worten: „Hat sich je ein Dichter stolzer, glücklicher, froher eingeführt? Es war ein Erlebnis, eine Befreiung, ja ein Glück, diese Verse zum ersten Mal zu lesen. Hier war wirklich eine neue Jugend, ein neuer Ton, ein Anschlag, dem man zuhören musste.“
Die zeitgenössische Beurteilung der ersten literarischen Arbeiten Wildenveys als innovativ nahm seinen Ausgangspunkt nicht zuletzt beim Wort Nyinger, dem Titel der Debütsammlung. Es bezeichnet einerseits eine bestimmte Art von offenem Feuer, vorzugsweise im Wald, doch enthält auch die Silbe ny (neu). Diese Vokabel steuerte maßgeblich die Rezeption der ersten Jahre. Spätere Analysen relativierten diese Einschätzung und betonten die Traditionsbezüge. So konstatierte der Literaturhistoriker Leif Longum, dass Wildenvey kaum für eine „radikale Neuorientierung“ stehe und er sich oft an bekannte Versformen gehalten habe. In vielen Details zeigt sich der Einfluss der neuromantischen 1890er Jahre, die in Norwegen einige starke Lyriker hervorgebracht hatten. Deutlich treten etwa die Poetisierung der Sprache, ein robuster Subjektivismus und Anklänge an den Vitalismus hervor. Zu charakteristischen Eigenheiten Wildenveys zählen die Kollision von feierlicher Rhetorik und bewusst prosaischem Ausdruck, eine Koexistenz „von poetischem Feiertag und nüchternem Alltag“. Formal greift er, bei Beibehaltung des Reimes, auf auffallend lange Verse zurück, die zwar häufig einem trochäischen Versmaß folgen, aber dennoch bis zu einem gewissen Grad mündlicher Rede nachempfunden sind. Seine zeittypische Kritik an der bürgerlichen Philistergesellschaft wächst sich nie zu offenem Aufruhr aus, sondern manifestiert sich durch Ironie oder in einem Gestus des Wunderns. Diese Spezifika waren schon in seinen ersten Veröffentlichungen voll ausgebildet, so auch in Nyinger:

Wildenvey-Karikatur in der Satirezeitschrift Korsaren, 1908

”Nei, vår Gud er ingen avgud for en Moses eller to.

Han er hele universets direktør og overhode!

Vil I vite hva han er, o så vent og hør og tro:

Han er solsjåffør der oppe under større himlers himler.

Og han biler sine soler, sine kloder til de svimler.

Men jeg tror nå ikke lenger at hans innfall er så gode,

at han engang kjører månen mot vår kjære lille klode.”

„Nein, unser Gott ist kein Abgott für einen Moses oder zwei.

Er ist des ganzen Universums Direktor und Oberhaupt!

Wollt Ihr wissen, was er ist, oh so wartet und hört und glaubt:

Er ist Sonnenchauffeur dort oben unter Himmeln größerer Himmel.

Und er kutschiert seine Sonnen, seine Planeten, bis ihnen schwindelt.

Ich allerdings glaub’ nicht mehr, dass seine Einfälle so gut sind,

eines Tages wird er den Mond auf unseren kleinen Planeten lenken.“

Viele Texte von Herman Wildenvey lassen sich dem Subgenre der Liebeslyrik zuordnen. Typisch sind Situationen, in denen ein lyrisches Ich voller Unbeschwertheit, Lebensgenuss und teilweise auch Zügellosigkeit das Wechselspiel der Liebe erlebt; nicht selten drücken die Verse aber auch Schmerz darüber aus, dass die Liebe ein flüchtiges Wesen sei. Daneben gehören Naturschilderungen und metaphysische Reflexionen, die seinem radikalen Subjektivismus unterlegt sind, zu den Hauptmotiven und -themen. Diese Grundelemente der Lyrik Wildenveys konstituieren das Wunschbild eines charmant-frechen, allen sozialen Zwängen enthobenen Troubadours, der sich von Schöpfung und Allnatur in Erstaunen versetzen lässt. Im Laufe der Jahre drohte diese romantische Idealisierung zu einem Stereotyp zu erstarren. Selbst ein Kollege wie Helge Krog, der Wildenvey eigentlich positiv gegenüberstand, sah die Gefahr einer „eitlen Nabelschau“. Wildenvey war sich selbst darüber im Klaren, dass ihn eine zu enge thematische Begrenzung in eine Sackgasse führen würde. Sein Band Kjærtegn (Liebkosungen) von 1916, der nach Ansicht vieler Literaturwissenschaftler einen Höhepunkt im Schaffen Wildeveys darstellt, enthielt erstmals einen Zyklus mit Heimatgesängen, in denen er sich explizit – und wiederum mit Rekurs auf die 1890er Jahre – mit der Landschaft und Kultur seiner Kindheitsorte auseinandersetzt. Ernste, vom Ausbruch des Ersten Weltkrieges beeinflusste Gedichte stellen zu diesem Abschnitt einen Kontrapunkt dar und markieren ebenfalls eine Erweiterung des Repertoires.

### Entwicklung ab etwa 1918
Nach dem Krieg traten die religiös gefärbten Betrachtungen im Werk Wildenveys deutlicher zutage, ohne dass der Dichter seine klassischen Themen – Liebe, Sommer, Natur – aufgab. Indem er die Schönheit der Natur als „Abglanz einer größeren Schönheit“ auffasste (Fiken av tistler, 1925) oder den Augenblick als „Gipfel der Ewigkeit“ (Dagenes sang, 1930) verklärte, versah er die unmittelbare Freude am Dasein mit einer Tiefendimension, die zu Beginn seines Œuvres erst in Ansätzen entwickelt war. Seinen Hang zu pointierten, scherzhaften Formulierungen und sein Rhythmusgefühl bewahrte er gleichwohl.

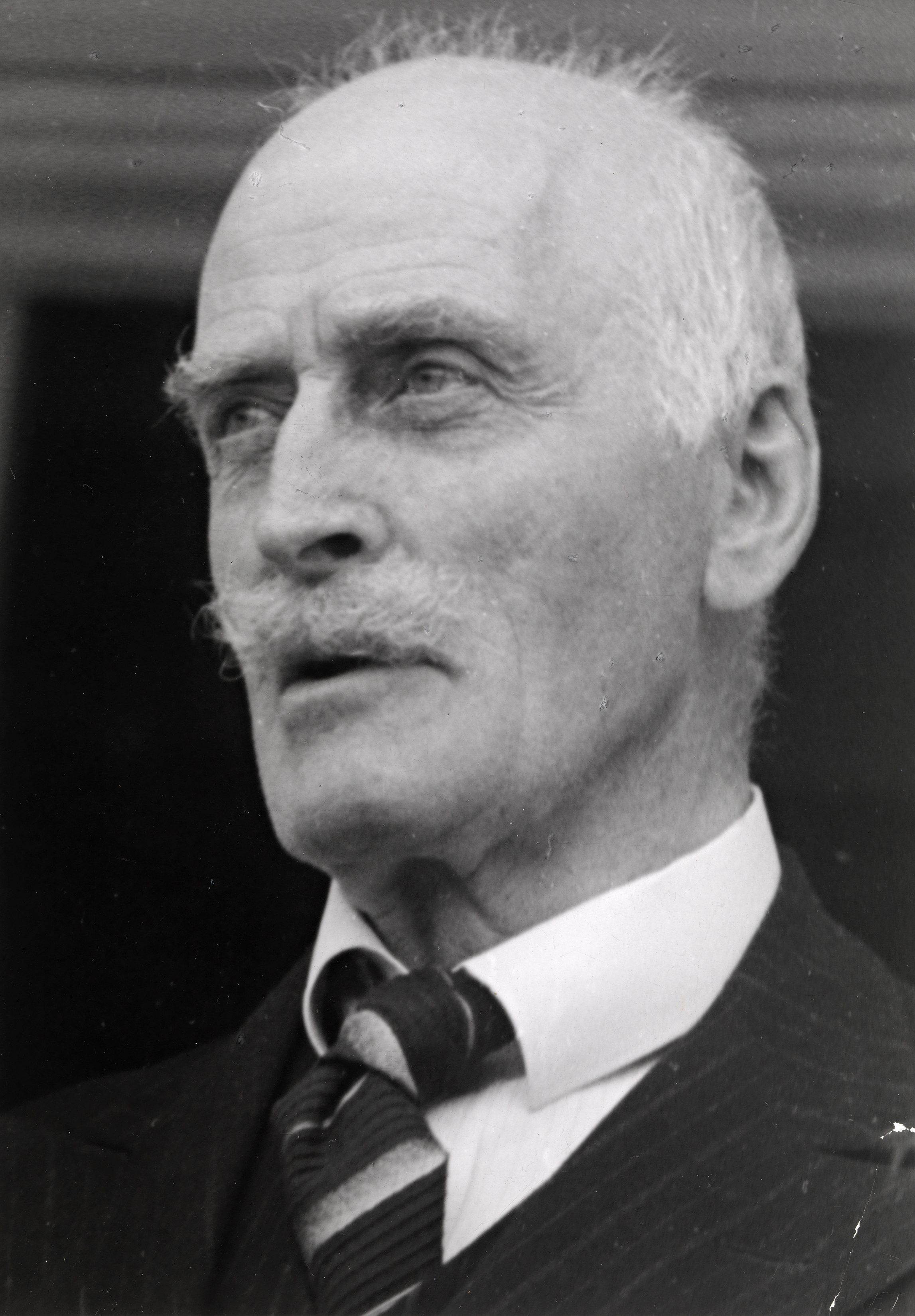
Knut Hamsun

Als in den dreißiger Jahren von Seiten der linken Presse ein Ruf nach Solidarität mit den Arbeitern und Kleinbauern erging – mit einer Klasse also, der er selbst entstammte –, reagierte Wildenvey mit starker Abweisung. Ähnlich wie sein Vorbild Knut Hamsun, dessen Gedichte er schon in San Francisco gelesen hatte, lehnte er es ab, sich über einen sozialen Kontext zu definieren. Stattdessen rechnete er sich, mit einer an Hamsun erinnernden Ausdrucksweise, dem „Adel der Fähigkeiten“ zu. Der ausgeprägte Individualismus Hamsuns, nicht jedoch dessen politische Haltung, bewog Wildenvey auch, ihn während der Ossietzky-Debatte in Norwegen zu verteidigen. Hamsun hatte den deutschen KZ-Häftling und Pazifisten Carl von Ossietzky 1935 in einem Zeitungsartikel unter anderem als „eigentümlichen Friedensfreund“ diffamiert.
Während der deutschen Besatzung Norwegens im Zweiten Weltkrieg setzte Wildenvey seine Lyrikproduktion fort, veröffentlichte jedoch kein Buch. 1946 erschien unter dem symbolischen Titel Filomele sein erster Gedichtband seit elf Jahren, benannt nach einer Figur der griechischen Mythologie, die aus Schutz vor brutalen Verfolgern in einen Singvogel verwandelt wird. Mehrere Gedichte lassen ihren Entstehungszeitpunkt deutlich – und auf sehr unterschiedliche Weise – erkennen. Einerseits setzt er nicht näher bezeichneten „Parolen“ die ihm vertrauten Stimmen des Waldes gegenüber, andererseits beschreibt er, abseits von Naturschwärmerei, in dem eindringlichen Gedicht Studentene i Stavern (Die Studenten in Stavern) den von der Okkupationsmacht befohlenen Marsch von ausgehungerten Widerstandskämpfern in die nahegelegene Hafenstadt Larvik, von wo aus die jungen Leute, die zuvor in einem Häftlingslager in Stavern einsaßen, in deutsche Konzentrationslager verfrachtet wurden. Filomele erreichte eine Rekordauflage von 15.000 Exemplaren und sollte Wildenveys letzte bedeutende Veröffentlichung bleiben. Seine anschließend bis zu seinem Tod veröffentlichten Sammlungen enthalten viele Gelegenheitsgedichte und nur noch vereinzelt Texte, die an das Niveau seiner besten Produktionsphasen heranreichen.

### Dramatik, Prosa, Nachdichtungen
Bereits drei Jahre nach der Publikation von Nyinger trat Herman Wildenvey mit seinem ersten Schauspiel an die Öffentlichkeit: mit Ringsgang (1910), einem breit angelegten Versdrama, das Ähnlichkeiten mit Henrik Ibsens Peer Gynt und Knut Hamsuns Schauspiel Munken Vendt aufweist. Protagonist ist ein Elch mit dem sprechenden Namen Ringsgang, der sein Vaterland verlässt, einen Schiffsuntergang überlebt und in seine Heimat zurückkehrt. Trotz einer eher reservierten Rezeption sollte Wildenvey diese frühe poetische Autobiographie jahrzehntelang beschäftigen; 1948 publizierte er eine neue Version des Dramas in Form einer Trilogie. Alle Schauspiele aus seiner Feder konvergieren darin, dass sie weniger einen dramatischen Konflikt aufweisen, sondern vor allem durch Reim und Rhythmus wirken.
Ebenfalls früh, im Kriegsjahr 1915, erschien das Buch Brændende Hjerter (Brennende Herzen), die erste Prosaarbeit Wildenveys. Sie versammelt mehrere Erzählungen, darunter die Titelgeschichte, die das Leben eines rastlosen Dichters in der Hauptstadt schildert. Literarischen Wert gewinnt der Text vor allem durch sein Zeitkolorit und durch eine Reihe eingestreuter Gedichte. Künstlerisch gelungener sind seine „Streifzüge durch die Heimat“, die 1924 erschienen und nachdrücklich belegen, welch große Bedeutung die Orte seiner Kindheit, die er auch im Erwachsenenalter häufig besuchte, für sein Leben und Schreiben hatten. Wildenvey ist mehrmals als talentierter Prosaiker beschrieben worden, der allerdings mit seinen epischen Werken, u. a. mit seinem einzigen Roman, beim Publikum weniger Gehör fand als mit seiner Lyrik. Als Ausnahme dürfen hier lediglich seine Erinnerungsbücher gelten.
Einen Namen machte sich Wildenvey auch als Nachdichter. Handelte es sich bei seiner norwegischen Version von Shakespeares Wie es euch gefällt 1912 noch um eine Auftragsarbeit für das Nationaltheatret in Kristiania, verband ihn mit Ernest Hemingway, den er bei einer seiner Paris-Reisen kennengelernt hatte, eine persönliche Bekanntschaft. 1930 erschien der Roman In einem andern Land in Wildenveys Übersetzung. Zuvor schon zeichnete er für eine norwegische Ausgabe des Buches der Lieder von Heinrich Heine verantwortlich. Später übersetzte er unter anderem noch Äsops Fabeln.

## Auszeichnungen
- 1935 Legat des Verlages Gyldendal
- 1955 Dobloug-Preis der Schwedischen Akademie (für das Gesamtwerk)

## Werke

### Eigene Werke
| - 1902 Campanula, Gedichte - 1907 Nyinger, Gedichte - 1908 Digte, Gedichte - 1910 Ringsgang, Versdrama - 1911 Prismer, Gedichte - 1913 Lys over land, Komödie - 1913 Årets eventyr, Gedichte - 1915 Brændende Hjerter, Prosa/Lyrik - 1916 Kjærtegn, Gedichte - 1917 Flygtninger, Gedichte - 1919 Hemmeligheter, Gedichte - 1920 Troll i ord, Gedichte - 1920 Den glemte have (Bearbeitung von Campanula) - 1921 Nedfallsfrugt, Prosa - 1923 Ildorkesteret, Gedichte - 1924 Streiftog i hjembygden, Prosa - 1925 Fiken av tistler, Gedichte | - 1926 Der falder stjerner, Versdrama - 1928 Et Herrens år, Roman - 1930 Dagenes sang, Gedichte - 1931 Høstens lyre, Gedichte - 1932 På ville veier, Erinnerungen - 1935 Stjernenes speil, Gedichte - 1936 En ung manns flukt, Versdrama - 1937 Vingehesten og verden (dt. Mein Pegasus und die Welt), Erinnerungen - 1938 Den nye rytmen, Erinnerungen - 1940 En lykkelig tid, Erinnerungen - 1946 Filomele, Gedichte - 1947 Ved sangens kilder, Gedichte - 1948 Ringsgang, Versdrama - 1952 Polyhymnia, Gedichte - 1953 Ugler til Athen, Gedichte - 1956 Soluret, Gedichte - 1969 Efterklang (aus dem Nachlass hrsg. von Gisken Wildenvey) |

### Nachdichtungen
- 1912 William Shakespeare: As you like it
- 1926 Paul Géraldy: Toi et moi
- 1929 Heinrich Heine: Buch der Lieder
- 1930 Ernest Hemingway: A Farewell to Arms
- 1931 Liam O’Flaherty: Mr. Gilhooley
- 1936 Albert Halper: Union Square
- 1942 Äsop: (Auswahl seiner Fabeln)